# Меканиксбург (Охајо)
Меканиксбург (енгл. Mechanicsburg) град је у америчкој савезној држави Охајо.

## Демографија
По попису из 2010. године број становника је 1.644, што је 100 (-5,7%) становника мање него 2000. године.
| Група             | 2000.         | 2010.         |
| Белци             | 1.693 (97,1%) | 1.560 (94,9%) |
| Афроамериканци    | 16 (0,9%)     | 26 (1,6%)     |
| Азијати           | 0 (0,0%)      | 2 (0,1%)      |
| Хиспаноамериканци | 11 (0,6%)     | 16 (1,0%)     |
| Укупно            | 1.744         | 1.644         |